# Bygdeå kyrka
Bygdeå kyrka är en kyrkobyggnad i Bygdeå och församlingskyrka i Bygdeå församling i Luleå stift. Kyrkan är en av övre Norrlands äldsta stenkyrkor och byggdes 1539. Den står vid Storbäcken och det är troligt att den nuvarande kyrkan, precis som den samtida Backenkyrkan i Umeå, står på platsen för en äldre träkyrka.
Korväggen pryds av ett epitafium över överstelöjtnant Henrik von Walter, som kung Karl XI lät sin hovskulptör Burchard Precht utföra.
I kyrkorummet finns tre stjärnvalv som troligen tillkom 1539. Det rikast utformade valvet finns i koret. Den fristående klockstapeln är från 1818.

## Orgel
På 1690-talet skänktes ett orgelverk av kyrkoherden Jacob Burman. Orgeln är år 1773 förlorat.

## Bilder

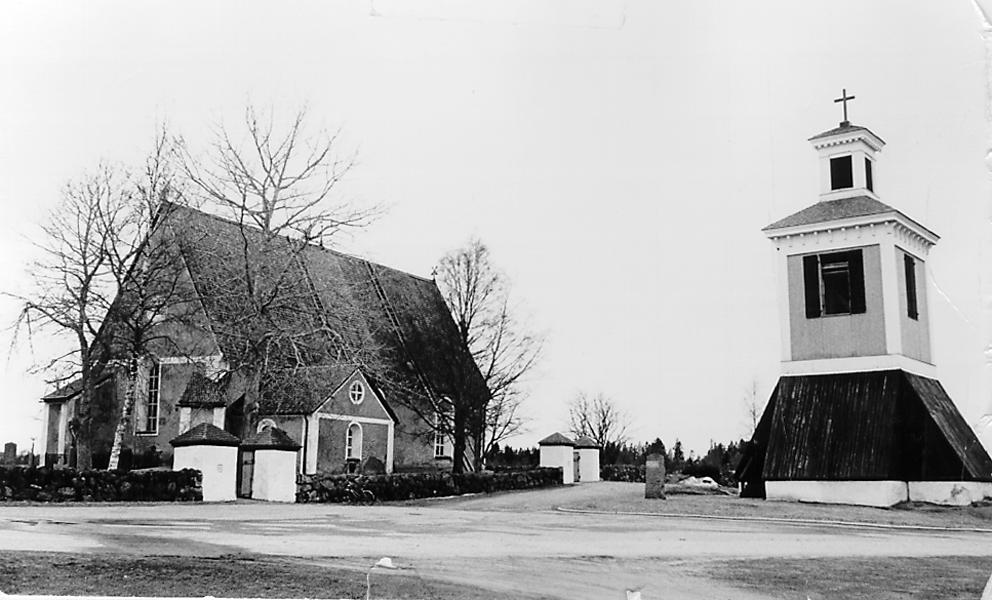
Äldre bild.
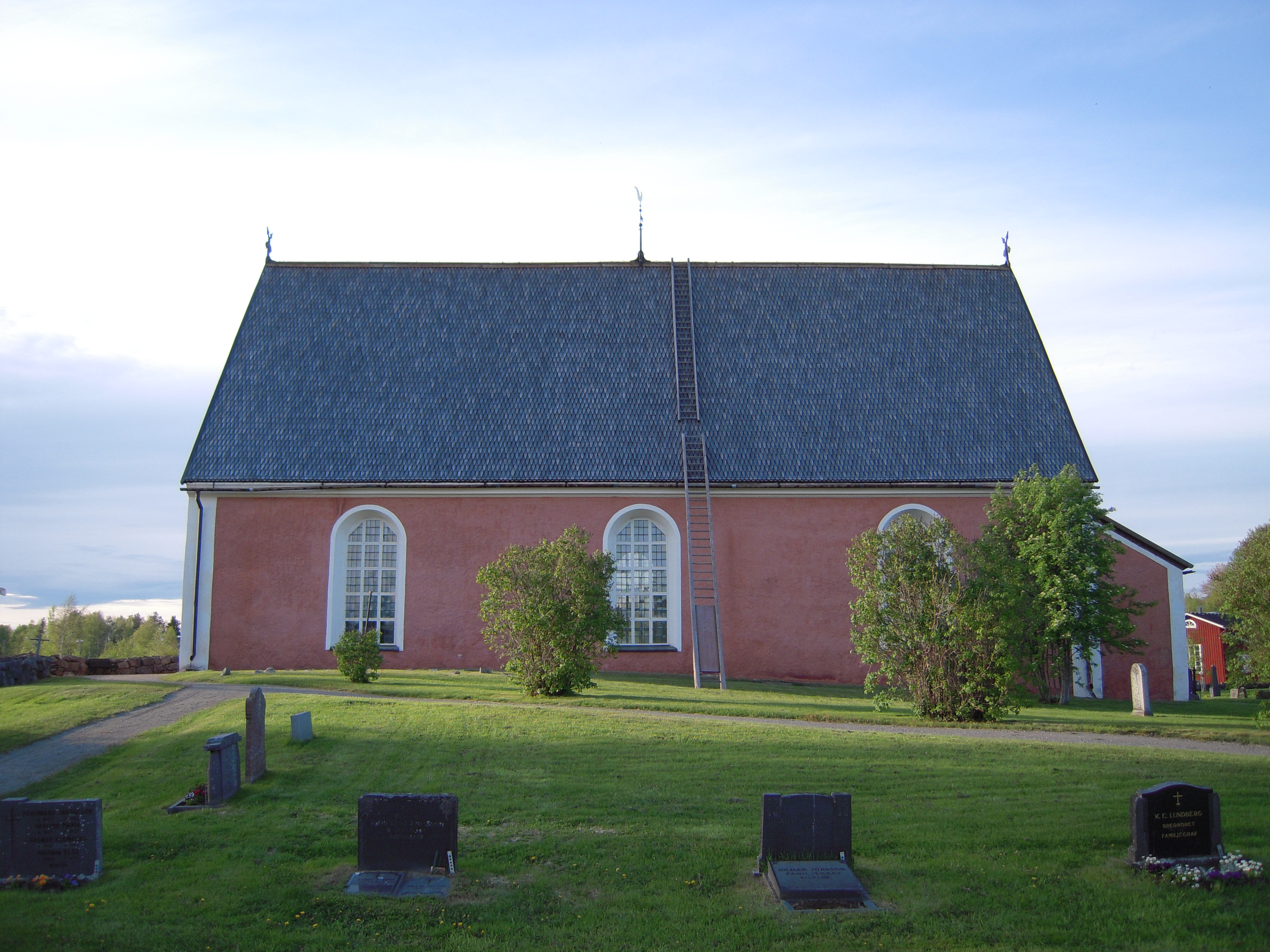
Bygdeå kyrka sedd från norr.
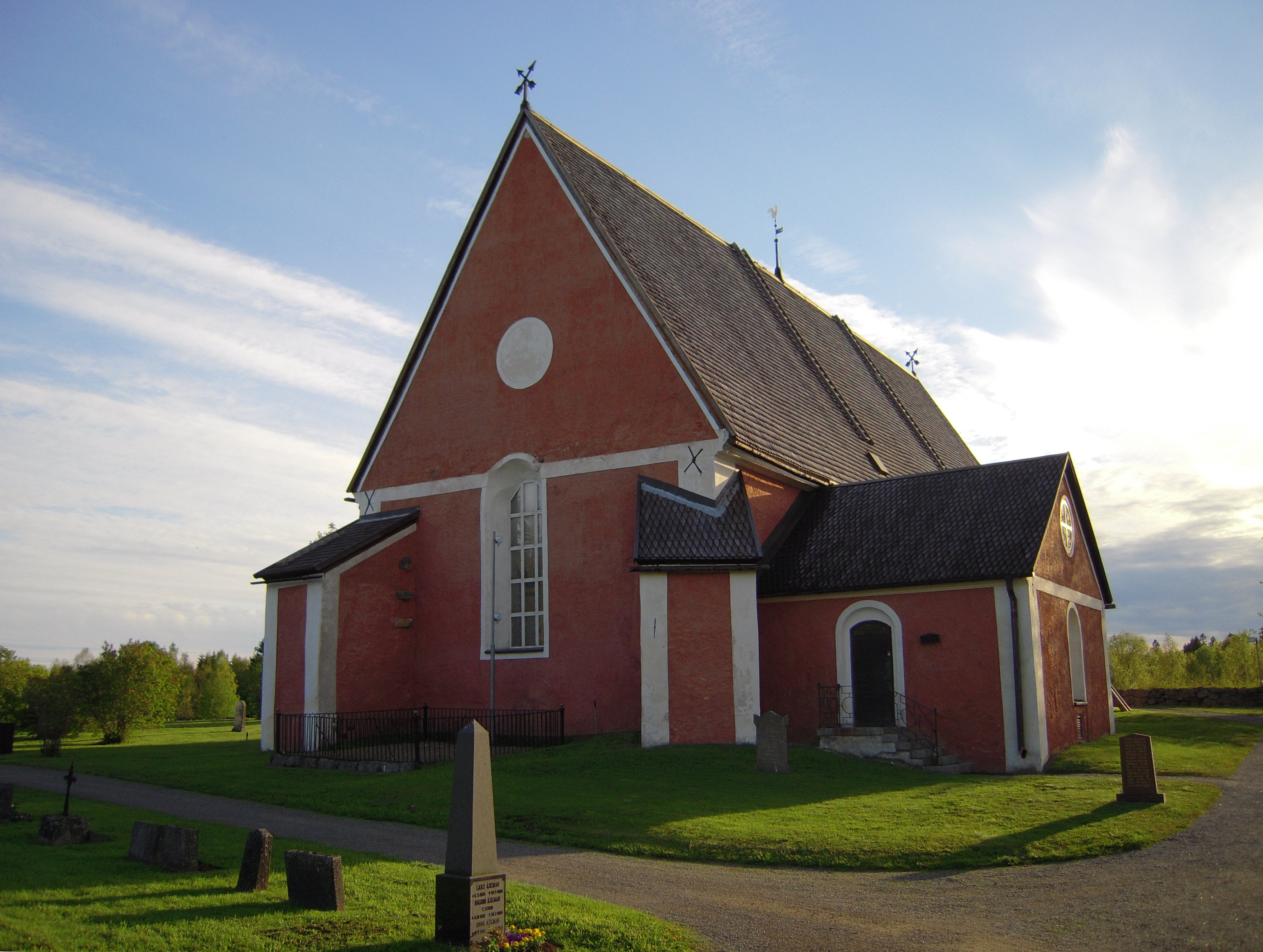
Bygdeå kyrka sedd från öster.
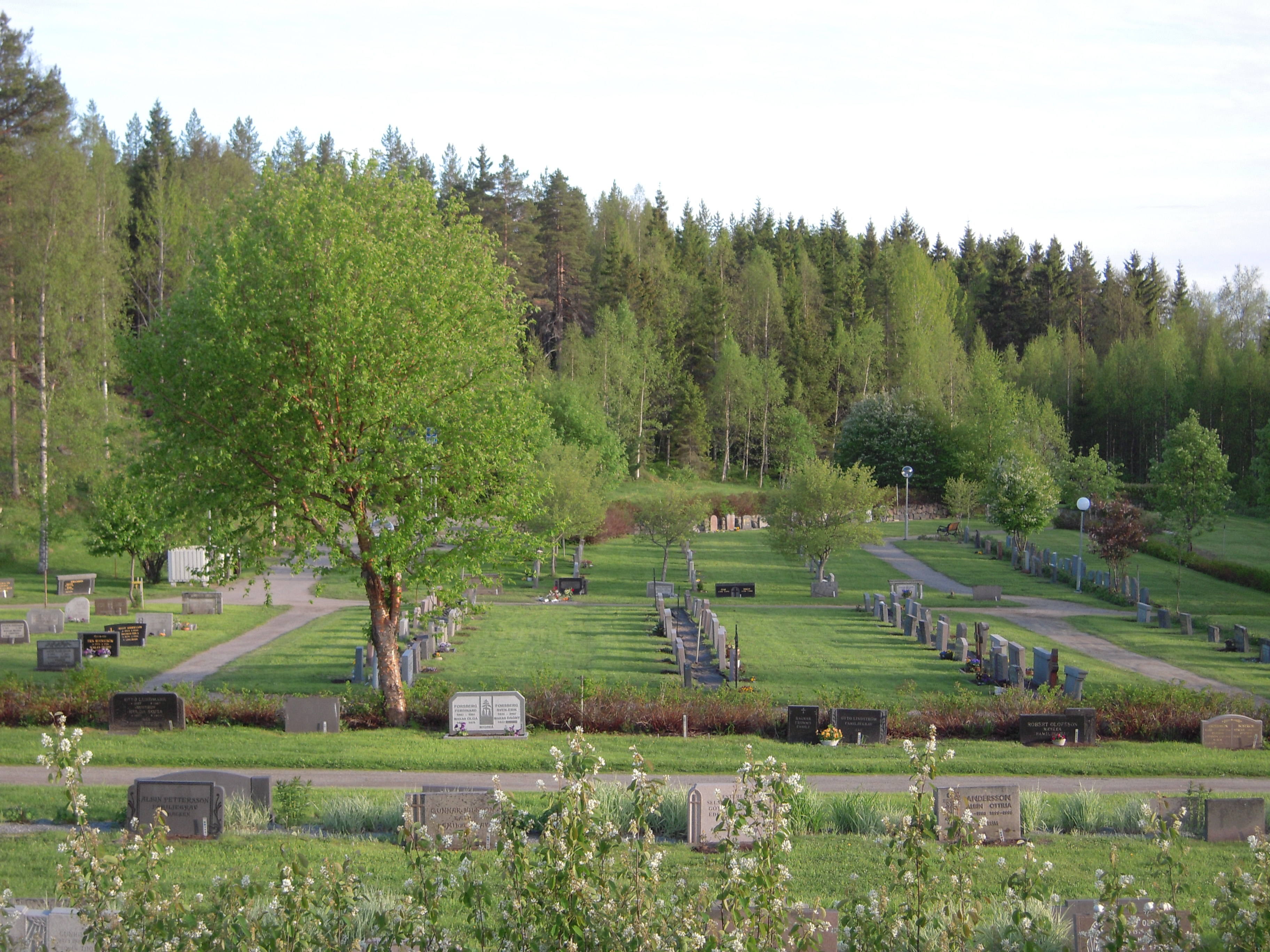
En del av kyrkogården.
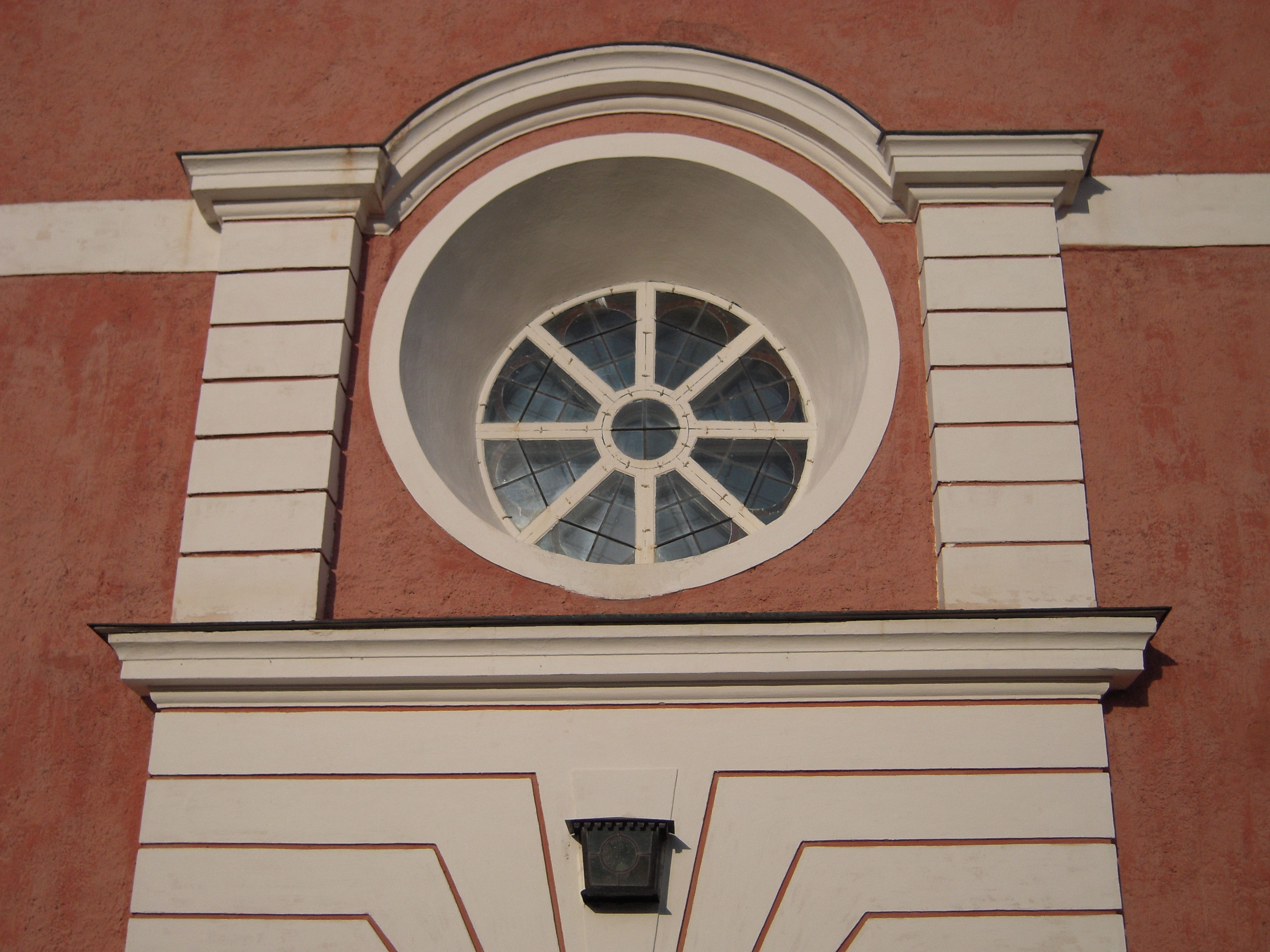
Fönstret ovanför kyrkoporten.
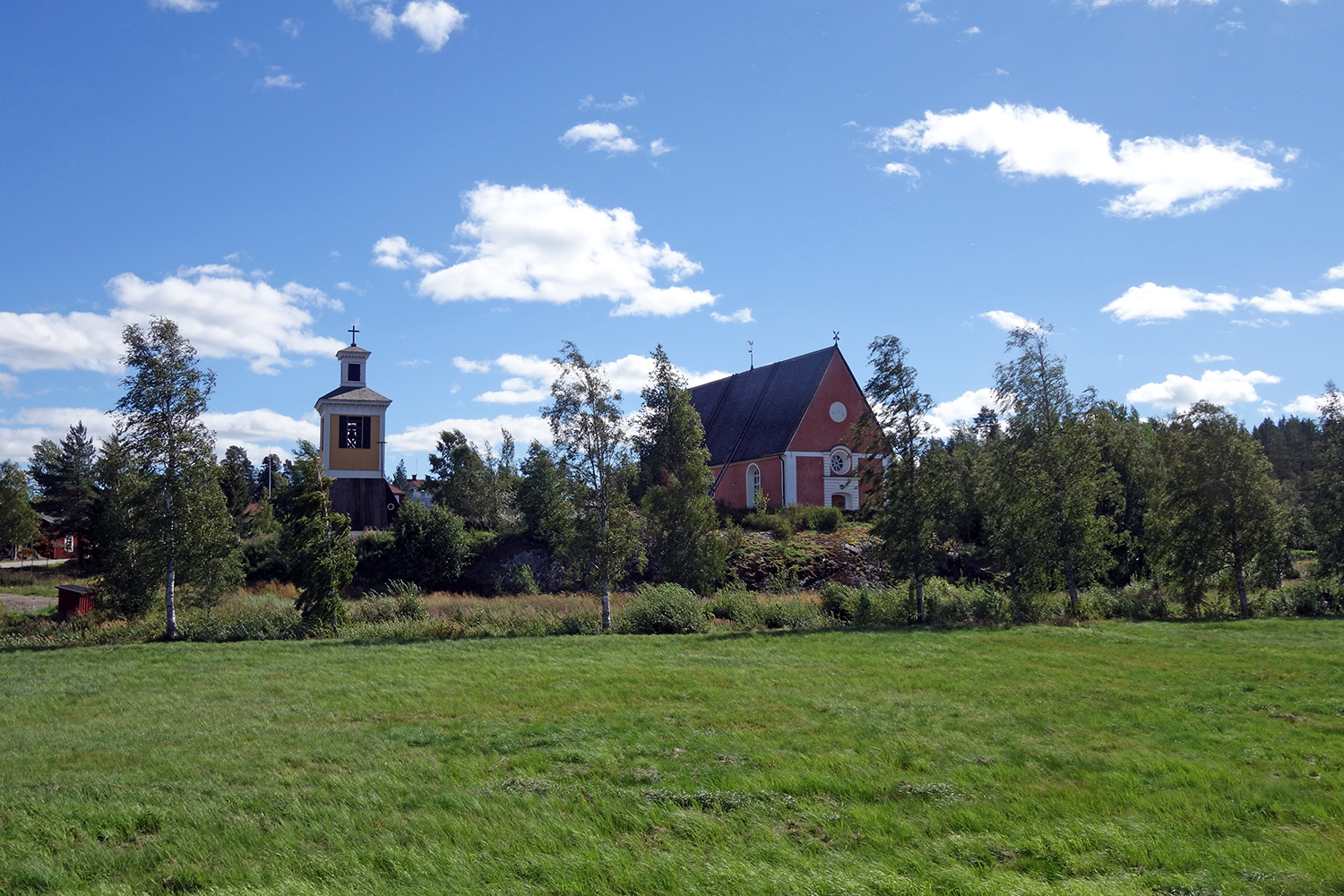
Kyrkan sedd från väster, där Storbäcken rinner i den dalgång som fram till för några hundra år sedan var en havsvik.